# Galina Yermoláyeva (ciclista)
Galina Vasílievna Yermoláyeva –en ruso, Галина Васильевна Ермолаева– (Novojopiorsk, 4 de febrero de 1937) es una deportista soviética que compitió en ciclismo en la modalidad de pista, especialista en la prueba de velocidad individual.
Ganó 14 medallas en el Campeonato Mundial de Ciclismo en Pista entre los años 1958 y 1973.

## Medallero internacional
| Campeonato Mundial | Campeonato Mundial        | Campeonato Mundial | Campeonato Mundial   |
| Año                | Lugar                     | Medalla            | Competición          |
| ------------------ | ------------------------- | ------------------ | -------------------- |
| 1958               | París ( Francia)          | Medalla de oro     | Velocidad individual |
| 1959               | Ámsterdam ( Países Bajos) | Medalla de oro     | Velocidad individual |
| 1960               | Leipzig ( RDA)            | Medalla de oro     | Velocidad individual |
| 1961               | Zúrich ( Suiza)           | Medalla de oro     | Velocidad individual |
| 1963               | Rocourt ( Bélgica)        | Medalla de oro     | Velocidad individual |
| 1964               | París ( Francia)          | Medalla de plata   | Velocidad individual |
| 1965               | San Sebastián ( España)   | Medalla de plata   | Velocidad individual |
| 1967               | Ámsterdam ( Países Bajos) | Medalla de bronce  | Velocidad individual |
| 1968               | Montevideo ( Uruguay)     | Medalla de bronce  | Velocidad individual |
| 1969               | Brno ( Checoslovaquia)    | Medalla de plata   | Velocidad individual |
| 1970               | Leicester ( Reino Unido)  | Medalla de plata   | Velocidad individual |
| 1971               | Varese ( Italia)          | Medalla de plata   | Velocidad individual |
| 1972               | Marsella ( Francia)       | Medalla de oro     | Velocidad individual |
| 1973               | San Sebastián ( España)   | Medalla de bronce  | Velocidad individual |